# 오우치 잇세이
오우치 잇세이(일본어: 大内 一生, 2000년 9월 8일~)는 일본의 축구 선수이다.

## 구단 경력
그는 2019년 J2리그의 요코하마 FC에 입단했다. 2020년 J3리그의 YSCC 요코하마로 임대 이적했다. 2021년 요코하마 FC로 복귀했다. 2022년 4월부터 2023년까지 J3리그의 AC 나가노 파르세이루와 가고시마 유나이티드 FC에서 뛰었다. 2024년 마쓰모토 야마가 FC로 이적했다.